# Trichosalpinx navarrensis
Trichosalpinx navarrensis är en orkidéart som först beskrevs av Oakes Ames, och fick sitt nu gällande namn av Mora-ret. och García Castro. Trichosalpinx navarrensis ingår i släktet Trichosalpinx och familjen orkidéer.
Artens utbredningsområde är Costa Rica. Inga underarter finns listade i Catalogue of Life.